# Frontinella tibialis
Espèce
Synonymes
- Frontinella caudata Gertsch & Davis, 1946
- Frontinella lepidula Gertsch & Davis, 1946

Frontinella tibialis est une espèce d'araignées aranéomorphes de la famille des Linyphiidae.

## Distribution
Cette espèce est endémique du Mexique. Elle se rencontre au Veracruz, au Tabasco, au Guerrero et au Chiapas.

## Description
Les mâles mesurent de  2,16 à 4,43 mm et les femelles de 4,46 à 6,95 mm.

## Publication originale
- F. O. Pickard-Cambridge, 1902 : Arachnida - Araneida and Opiliones. Biologia Centrali-Americana, Zoology, London, vol. 2, p. 313-424 (texte intégral).